# Wikipédia en aymara
Wikipédia en aymara (en aymara : Aymar Wikipidiya) est l’édition de Wikipédia en aymara, langue amérindienne parlée principalement en Bolivie et au Pérou. L'édition est lancée en décembre 2003 et dans les faits en juin 2004. Son code est : ay.
Au 21 mars 2025, l'édition en aymara contient 5 176 articles et compte 17 973 contributeurs, dont 23 contributeurs actifs et 1 administrateur.

## Présentation

Répartition géographique de l'aymara.

## Statistiques
- L'édition en aymara compte, au 10 mars 2015, 3 779 articles et 8 073 utilisateurs enregistrés[3], ce qui en fait la 167e[4] édition linguistique de Wikipédia par le nombre d'articles et la 173e[5] par le nombre d'utilisateurs enregistrés, parmi les 287 éditions linguistiques actives.
- Le 20 septembre 2022, elle contient 5 029 articles et compte 15 436 contributeurs, dont 22 contributeurs actifs et 1 administrateur.
- Le 18 septembre 2024, elle contient 5 175 articles et compte 17 531 contributeurs, dont 32 contributeurs actifs et 1 administrateur.